# Nagla
Nagla é uma vila no distrito de Udham Singh Nagar, no estado indiano de Uttaranchal.

## Demografia
Segundo o censo de 2001, Nagla tinha uma população de 22,944 habitantes. Os indivíduos do sexo masculino constituem 55% da população e os do sexo feminino 45%. Nagla tem uma taxa de literacia de 70%, superior à média nacional de 59.5%: a literacia no sexo masculino é de 78% e no sexo feminino é de 61%. Em Nagla, 12% da população está abaixo dos 6 anos de idade.